# Dryinus chenae
Dryinus chenae (лат.) — вид мелких ос рода Dryinus из семейства Dryinidae. Южная и Юго-Восточная Азия: Камбоджа, Китай, Шри-Ланка, Япония.

## Описание
4—5-й членики усиков самок цилиндрической формы, как и другие антенномеры. Дорзальная поверхность проподеума примерно равна 1,5 длины задней поверхности. Задние оцеллии отдалены от затылочного края. Средние ноги с одной шпорой (формула шпор: 1/1/1 или 1/1/2).
Крылья в своём основании имеют 3 замкнутые ячейки. Нижнечелюстные щупики состоят из 6, а нижнегубные — из 3 члеников (формула щупиков: 6,3). Эктопаразитотиды и хищники цикадок. У самок на передних лапках есть клешня для удерживания цикадок, в тот момент, когда они их временно парализуют и откладывают свои яйца. На коготке клешни имеется одна длинная щетинка.
Паразитируют на Шри-Ланке на цикадках Pyrilla perpusilla (Walker) (Lophopidae). Вид был впервые описан в 2007 году по материалам из Китая. Валидный статус был подтверждён в 2013 году в ходе обзора фауны Камбоджи итальянским гименоптерологом Массимо Ольми (Massimo Olmi; Tropical Entomology Research Center, Витербо, Италия) и корейскими энтомологами Chang-Jun Kim, Gang Won Choi, Jong-Wook Lee (Department of Life-Sciences, Yeungnam University, Кёнсан, Южная Корея), Seunghwan Lee (Department of Agricultural Biotechnology, Research Institute for Agriculture and Life Sciences, Сеульский национальный университет, Сеул) и Jongok Lim (Division of Forest Biodiversity, Korea National Arboretum, Пхочхон, Кёнгидо).